# One Court Square
Il One Court Square, costruito nel 1990, con i suoi 200 metri, è il grattacielo più alto del Queens. Progettato dallo studio Skidmore, Owings and Merrill è di proprietà della Citigroup, che ha sede anche nel Citigroup Center.